# Третье правительство Фийона
Третье правительство Фийо́на — кабинет министров, правивший Францией с 14 ноября 2010 года по 10 мая 2012 года, в период Пятой французской республики, в следующем составе:
- Франсуа Фийон — премьер-министр Франции;
- Ален Жюппе — государственный министр, министр обороны и по делам ветеранов;
- Мишель Аллио-Мари — государственный министр, министр иностранных и европейских дел;
- Натали Косцюшко-Моризе — министр экологии, устойчивого развития, транспорта и жилищного строительства;
- Мишель Мерсье — хранитель печатей, министр юстиции и свобод;
- Брис Ортефё — министр внутренних дел, заморских территорий, местных органов власти и иммиграции;
- Кристина Лагард — министр экономики, финансов и промышленности;
- Ксавье Бертран — министр труда, занятости и здравоохранения;
- Люк Шатель — министр национального образования, по делам молодёжи и общественной жизни;
- Франсуа Баруан — министр бюджета, государственных счетов, государственной службы и государственной реформы, пресс-секретарь правительства;
- Валери Пекресс — министр высшего образования и научных исследований;
- Брюно Ле Мэр — министр сельского хозяйства, продовольствия, рыболовства, сельского и регионального планирования;
- Фредерик Миттеран — министр культуры и массовых коммуникаций;
- Розлин Башло-Наркен — министр солидарности и социальной сплоченности;
- Морис Леруа — министр города;
- Шанталь Жуанно — министр спорта.

Министр при премьер-министре
- Патрик Оллье — министр по связям с парламентом.

Младшие министры
- Эрик Бессон — министр промышленности, энергетики и цифровой экономики (при Лагард);
- Анри де Райнкур — министр по вопросам сотрудничества (при Аллио-Мари);
- Филипп Ришер — министр по делам местных органов власти (при Ортефё);
- Лоран Вокьез — министр по европейским делам (при Аллио-Мари);
- Надин Морано — министр по делам обучения и профессионального образования (при Бертране);
- Мари-Люк Пеншар — министр по делам заморских территорий (при Ортефё).

Государственные секретари
- Пьер Леллюш — государственный секретарь по внешней торговле (при Лагард);
- Нора Берра — государственный секретарь по вопросам здравоохранения (при Бертране);
- Бенуа Аппару — государственный секретарь по жилищным вопросам (при Костюшко-Моризе);
- Жорж Трон — государственный секретарь по вопросам государственной службы (при Баруане);
- Мари-Анн Моншам — государственный секретарь по вопросам социальной сплоченности (при Башло-Наркен);
- Тьерри Мариани — государственный секретарь по вопросам транспорта (с Костюшко-Моризе);
- Фредерик Лефевр — государственный секретарь по вопросам торговли, ремесел, малого и среднего бизнеса, туризма, услуг, профессий и по делам потребителей (при Лагард).
- Жаннетт Буграб — государственный секретарь по вопросам молодёжи и общественной жизни (при Шатель).

## Перетасовки в составе правительства Франсуа Фийона
Февраль 2011 года
27 февраля 2011 года, после нескольких последовательных споров, государственный министр и министр иностранных дел Франции Мишель Аллио-Мари уходит в отставку. Она была министром без перерыва с мая 2002 года. Пост министра иностранных дел при сохранении поста государственного министра занял Ален Жюппе, бывший до этого министром обороны и по делам ветеранов. В свою очередь его пост занял Жерар Лонге — председатель группы Союз за народное движение в Сенате.
Брис Ортефё покинул правительство, и генеральный секретарь Елисейского дворца, Клод Геан, стал министром внутренних дел.
Май 2011 года
29 мая 2011 года, государственный секретарь по вопросам государственной службы, Жорж Трон, обвиненный в сексуальных домогательствах, подал в отставку из правительства. Баруан — министра бюджета — взял на себя портфель своего бывшего госсекретаря.
Июнь 2011 года
После назначения Кристины Лагард в Международный валютный фонд (МВФ) принято решение о перестановках в правительстве. Франсуа Баруан заменил Лагард на посту министра экономики, финансов и промышленности, тогда как его самого заменила Валери Пекресс. Лоран Вокьез был назначен министром высшего образования и научных исследований. Тьерри Мариани до сих пор видит своё место перехода с поста государственного секретаря при министре транспорта.
Новички войдут в правительство, два центриста: Франсуа Соваде — министр по вопросам государственной службы (во главе конкретного министерства), вакантный после отставки Жоржа Трона месяцем ранее, и Жан Леонетти — министр по европейским делам.
Наконец, Клод Греф, Давид Дуйе и Марк Лаффинёр вошли в правительство, соответственно, на посты государственного секретаря по делам семьи, государственного секретаря по вопросам французских граждан за рубежом и государственного секретаря при министре обороны и по делам ветеранов.